# 帕斯夸河

## 相册

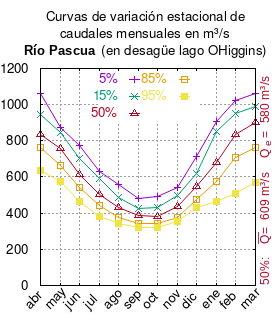
不同季节的河水流量

帕斯夸河（西班牙語：Río Pascua）是智利的河流，流經普拉特海軍上尉省和伊瓦涅斯將軍艾森大區，河道全長62公里，流域面積14,760平方公里，該河在1898年被德國探險家發現。
48°14′S 73°16′W / 48.233°S 73.267°W